# Canal de Calais
Canal de Calais – kanał wodny we Francji w departamencie Pas-de-Calais. Łączy port w Calais z rzeką Aa w Watten. Ma 29,5 km długości. Różnica poziomów wynosi 1,74 m. Na kanale znajdują się dwie śluzy (w tym jedna morska w Calais).
Budowę kanału rozpoczęto pod koniec XVII wieku i trwała ona około 50 lat.

## Odnogi
Kanał posiada trzy odnogi:
- Canal de Guînes o długości 6,2 km, prowadzi z Coulogne do Guînes; nie posiada śluz[1][3]
- Canal d'Ardres o długości 4,8 km, prowadzi z Pont-sans-pareil do Ardres; nie posiada śluz[1][4]
- Canal d'Audruicq o długości 2,4 km, prowadzi z Le Rebus do Audruicq; nie posiada śluz[1][5]